# José Manuel Mármol Servián
José Manuel Mármol Servián, né le 11 août 1987, est un homme politique espagnol membre du PSOE.

## Biographie

### Profession
José Manuel Mármol Servián est titulaire d'une licence en publicité et relations publiques. Il est diplômé en tourisme et possède un master.

### Carrière politique
Il est porte-parole du groupe socialiste à la mairie de Priego de Córdoba.
Le 20 décembre 2015, il est élu sénateur pour Cordoue au Sénat et réélu en 2016.